# Lynette Fromme
Lynette Alice « Squeaky » Fromme (née le 22 octobre 1948) est une ancienne membre de la « famille » de Charles Manson, condamnée pour tentative de meurtre sur le président des États-Unis Gerald Ford.

## Biographie
Surnommée « Squeaky » au sein de la « famille », Lynette Fromme est une des plus anciennes adeptes de Charles Manson, qui l'avait recrutée alors qu'elle était une étudiante de 18 ans. Mais elle n'a pas participé ni été impliquée dans les meurtres qui ont valu à Manson la prison à vie, bien qu'elle vive avec la « famille » à cette époque. Elle assiste à son procès et lui reste fidèle. De 1970 à 1975, les autorités l'arrêtent à plusieurs reprises et cherchent à l'impliquer dans de nombreux méfaits. Lynette fait beaucoup de prison et semble se ranger lorsqu'elle part s'installer à Sacramento.
Le 5 septembre 1975, à Sacramento, elle tente de tirer sur Gerald Ford, mais est arrêtée par les hommes du Secret Service. Reconnue coupable de tentative de meurtre, elle est condamnée à la prison à vie la même année. En 1987, elle s'évade à cause de rumeurs disant Manson mourant, mais est reprise après deux jours de fuite. En 2008, elle bénéficie d'une liberté conditionnelle automatique, mais doit accomplir encore un an de captivité supplémentaire pour son évasion de 1987.
Lynette Fromme est relâchée en liberté conditionnelle le 14 août 2009, après presque 34 ans derrière les barreaux, trois ans après la mort de l'ancien président,,.

## Dans la culture populaire
- En 2018, Kayli Carter l'interprète dans le long métrage Charlie Says de Mary Harron.

- En 2019, Dakota Fanning lui prête ses traits dans Once Upon a Time… in Hollywood de Quentin Tarantino.